# Dieter Schnebel
Dieter Wolfgang Schnebel est un compositeur et un professeur allemand de musique expérimentale
, né à Lahr/Schwarzwald le 14 mars 1930 et mort le 20 mai 2018 à Berlin.

## Biographie
Dieter Schnebel est élu membre de l'Académie des arts de Berlin en 1991.

## Œuvres
Dieter Schnebel procède, dans le domaine de la musique contemporaine, à des « explorations » vocales à l'aide de micros intrabuccaux, ou posés sur les zones céphaliques concernées, permettant à la fois une découverte des sons infraliminaires d'une activité corporelle infime, et de déployer cette frange de sons laissée en marge de la culture - qui tient davantage des jeux enfantins - dans une perspective musicale. Le corps devient alors un véritable laboratoire de sons et de rythmes, cité de l'ouvrage de Sophie Herr, Geste de la voix et théâtre du corps.